# Senfølge (kræft)
 For alternative betydninger, se Senfølge. (Se også artikler, som begynder med Senfølge)
Senfølger efter kræft er vedvarende forandringer efter sygdommen eller dens behandling. De beskrives alternativt som bivirkninger, der opstår måneder eller år efter behandlingen. Senfølgerne kan være af forbigående eller kronisk karakter.

## Typer af senfølger
Der skelnes mellem fysiske, psykiske, psykosociale og kognitive senfølger:
- Fysiske senfølger kan blandt andet være
  - Arvævsdannelse
  - Diarré
  - Hjerteproblemer
  - Knogleskørhed
  - Nedsat muskelkraft
  - Smerter
  - Tandskader
  - Vægtændringer (tab elle forøgelser)
- Psykiske senfølger kan for eksempel være 
  - Angst (specielt for tilbagefald)
  - Depression
  - Følelsesmæssige problemer
  - Skyld
- Psykosociale problemer kan blandt andet være
  - Parforholdsproblemer
  - Isolation
  - Problemer med at klare dagligdagens opgaver, herunder varetage et arbejde
- Kognitive problemer kan blandt andet være
  - Hukommelsesproblemer
  - Koncentrationsbesvær

Senfølgerne er til dels afhængige af den konkrete kræftsygdom og dens behandling, men nogle af senfølgerne kan forekomme hos mange eller alle kræftformer og behandlinger.

## Håndtering af senfølger
Der er i de seneste år blevet mere fokus på senfølger, så man kan forsøge at behandle dem. I Danmark har Sundhedsstyrelsen anbefalet iværksættelse af individuelle opfølgningsprogrammer med udgangspunkt i den konkrete kræftsygdom.
Formålet med disse individuelle opfølgningsprogrammer er dels at tilbyde patienterne en ensartet kvalitet i opfølgningen på den behandling, de har været igennem, dels at målrette de økonomiske ressourcer på området.